# Exechia auxiliaria
Exechia auxiliaria är en tvåvingeart som beskrevs av Oskar Augustus Johannsen 1912. Exechia auxiliaria ingår i släktet Exechia och familjen svampmyggor. Inga underarter finns listade i Catalogue of Life.